# توريتسك
توريتسك، (بالإنجليزية: Toretsk)‏، هي مدينة في أوبلاست دونيتسك في أوكرانيا.
يبلغ عدد سكانها حوالي 38430 نسمة.